# Štědrákova Lhota
Štědrákova Lhota (německy Tschödrich) je částí obce Ruda nad Moravou v okrese Šumperk na severu Olomouckého kraje..

## Poloha
Vesnice leží na katastru o rozloze 493 ha, který se zvedá z hluboké úžlabiny Hostického potoka (někde uváděný jako Pstruhovec) a v severní části nad skupinou chalup Lazy přesahuje nadmořskou výšku 700 m. Úzkým údolím podél potoka se klikatí silnička od Hostic, jež je jedinou přístupovou cestou do vsi. Odbočuje u rudského nádraží ze spojnice do Hanušovic, aby se u lhotské rychty změnila v polní cestu. Většina domů je rozmístěna podél silnice a potoka, ale některé usedlosti jsou rozptýleny i ve vyšších polohách katastru. Střední nadmořská výška obce je 500 m.
Okolní příroda je posetá turistickými značenými stezkami vhodnými i pro cyklistiku. Dopravní spojení do obce je zajištěno autobusem. Nejbližší železniční stanice je 3 km vzdálená Komňátka a Bohdíkov.

## Historie
Sczedrákow (Ščedrákov) se vyskytuje již v roce 1397 mezi rudskými vesnicemi tehdy prodávaného panství. U rudského panství zůstala nepřetržitě. Jméno Sczedrákow, později Štědrákova Lhota, odvozuje místní lid od jména správce rudského panství Štědráka, který prý dal prvním osadníkům Lhoty dřevo na stavbu domků a lhůtu na splacení dluhů vrchnosti. Proto je v názvu Lhota – je to lehota neboli lhůta. Půda byla panská, proto z ní museli osadníci platit činži nebo úrok vrchnosti. Později se obec nazývala jen Lhota a od roku 1890 nese název Štědrákova Lhota.
Roku 1618 měla Štědrákova Lhota podle urbáře panství 20 domů, jejichž majitelé byli: Jan Fogl, Pawel Diwisch, Lorencz Myll, Georg Myll, Jan Hanousku, Jan Koukal, Kuba Hamplu, Petr Krczmarz, Krystoff Heyny, Jakub Los, Markus Gabryel, Hans Heyda, Jan Dokoupil, Paul Schworcz, Martin Laholu, Martin Mlinarzu, Pawel Drazny, Pawel Hanousku, Pawel Jurasku, Martin Talaczku.
Lhota má starou erbovní rychtu, která je připomínána vedle několika svobodných statků již v roce 1509 při prodeji rudského panství. Před uvedením tohoto data není známo, kdo byl rychtářem. Až teprve v roce 1598 se připomíná Jan Rychtář lhotský († 1636), který převzal rychtu po Václavu Hajném. Po smrti rychtáře Jana přebíral rychtu jeho syn Lukáš Šatský. Dalšími rychtáři byli: Jan Kranych starší († 1663), Jan Kranych mladší, Jan Havlíček (1629 – 21. 10. 1689), Jan Augustin (1660 – 26. 8. 1698) a  poté Jiří Janíček (25. 3. 1669 – 18. 1. 1716). Od té doby držel rychtu už jen rod Janíčků. Na listině z roku 1716 se dochovala pečeť rychtáře Jiřího Janíčka, kde bylo vyobrazeno srdce propíchnuté šípem, tři hvězdy a monogram rychtáře G.G. (Girzi Ganiczek neboli Jiří Janíček). Na obecní pečeti byla radlice mezi šesti hvězdami a nápis PECZET DEDINY LHOTI.
V roce 1677 měla Lhota podle lánového rejstříku 20 chalup. Rychtář Jan Havlíček vlastnil 100 měřic polí (5 měřic = cca 1 hektar); velký statek měl se 70 měřicemi polí Pawol Podhorný; střední statek s 50 měřicemi měl Jirzik Janiczku. Malé statky po 35 měřicích měli Jan Schul, Jan Ondraczek, Tobias Diwysch a Jakob Diwysch. Zahradníci s menšími pozemky byli Wentzel Kranich, Jan Kamler, Franz Diwysch a Pawol Novotný. Domkaři neboli chalupníci se zanedbatelnými pozemky: Peter Chlup, Jakob Diwych, Franz Lahola, Pawol Nowak, Bartl Kranich, Thomas Hanousek, Jan Wolak, Jakob Schul a Jan Hanousek. Roku 1749 náleželo poddaným 273 a 7/8 měřice polí; 2 a 7/8 měřice zahrad; 107 měřic úhorů a 1/8 měřice pustin. Luk na  20 a 1/2 vozů sena (1 vůz = cca 1,5 m³), 17 měřic lesa, 18 domků s 21 komíny (z komínů se totiž platila daň). Ve Štědrákově Lhotě ale byli také domkaři bez polí a podruzi. Ti byli povinní robotou uplést ročně 3 přadlena příze, za což jim byly prominuty tři dny pěší roboty ročně (pěší robotníci pracovali při sekání a sušení sena a otav a při žních na vrchnostenských pozemcích). Rychtář musel vozit do rudského pivovaru z Prostějova slad, z lesa pro panského bednáře dříví a šindel, když bylo zapotřebí.
Pod Štědrákovou Lhotou jsou dva dřevěné kříže – zelený a červený. Postavil je Pavel Diviš na památku, že v roce 1815 vyhrál po tříletém sporu rozepři s knížetem Lichtenštejnem o lesy zvané Skala. V roce 1839 zde bylo 64 domů a 493 obyvatel, mlýn a rychta. a v roce 1921 86 domů a 431 obyvatel, z nichž jeden byl Němec. Štědrákově Lhotě se nevyhnuly ani těžké nemoci. V roce 1828, 1867 a pravděpodobně už i v roce 1799 si zde vybral mnoho životů černý kašel. V létě roku 1855 zabíjela úplavice a epidemie si nakonec vyžádala 14 obětí. Po skončení prusko-rakouské války v roce 1866 drancovala české území epidemie cholery a nevyhnula se ani Lhotě, kde v září na tuto nemoc zemřelo 6 lidí.
Štědrákova Lhota byla čistě zemědělskou obcí. V roce 1900 měla 320 hektarů polí, 92 hektarů lesa, 35 hektarů luk, 30 hektarů pastvin a 5 hektarů zahrad. V obci tehdy bylo 18 koní, 211 kusů skotu, 68 kusů vepřového dobytka, 134 koz, 444 kusů drůbeže a 54 včelích úlů. Byla tu výrobna dřevěného zboží a od roku 1924 konzum. V roce 1923 pomocí sbírky zakoupili občané obce památník obětem první světové války od kamenosochaře Josefa Spielvogela z Dolní Lipové a postaven byl na školním pozemku. Slavnostní odhalení se konalo 17. června 1923, které pokazilo špatné počasí. Hlavním řečníkem byl Josef Kubíček z Písařova. Elektrifikace v obci proběhla roku 1937.
Za okupace patřila obec pod landrát v Šumperku. V roce 1939 měla 395 obyvatel a starostou byl německý řídící učitel Wilhelm Göttlicher. V té době se mnozí občané zapojili do odboje, prošli mnoha koncentračními tábory a mnozí ve zbrani v ruce bojovali proti nacismu, když našli úkryt před pronásledováním v Hrubém lese. Štědrákova Lhota byla osvobozena od 9. května 1945. Poté nastal odliv obyvatelstva, když se jim naskytla možnost dosídlit okolní německé pohraničí.
Autobusová linka Šumperk - Štědrákova Lhota byla zřízena roku 1947. Roku 1948 byla obec připojena k telefonní lince v akci zvané "Telefonizace venkova".

## Osada Lazy
Ve vzdálenosti asi 1 km od horního konce Lhoty leží na lhotských pozemcích skupina 10 chalup zvaná Lazy (Bitterbrot). Německý název vystihuje dobře, je zde konec chleba a začátek kamení, to je bídy, jak horalé říkali. Chalupy na Lazích (laz je paseka, samota, pastvina mezi horami a také pole dělená po vykácení lesa) byly vybudovány později než ves Lhota. Byly postaveny v 17. století na pozemcích náležejících rychtě.
V roce 1890 zde bydlelo 56 obyvatel v devíti domech.

## Kaple a hřbitov
Uprostřed vsi u rybníka nad Mlýnským potokem stávala kaplička sv. Jana Nepomuckého, kde se lidé scházeli k různým pobožnostem a modlitbám. Každou neděli putovalo celé procesí věřících pěšky na mši svatou do kostela v Raškově. Zvláště v zimě, kdy bývalo mnoho sněhu, byla cesta velmi obtížná. Také zesnulé museli vozit na vozech na raškovský hřbitov.
O stavbu kaple usilovali místní od šedesátých let 19. století, ale k její realizaci došlo až v roce 1911. Na stavbu bylo mezi občany vybráno 200 korun, olomoucký arcibiskup kardinál Bauer stavbu povolil a přispěl dalších 350 korun. Nejvíce přispěl kníže Jan Lichtenštein ze zámku v Rudě nad Moravou, nechal také akademickým malířem vymalovat oltářní obraz sv. Fabiána a Šebestiána, kterým byla nová kaple zasvěcena. Malý zvon byl přenesen ze staré kapličky a velký zvon daroval místní František Gronych. Hlavní oltář a boční oltáře vyřezal stolař v Rudě nad Moravou a kostelu daroval Josef Turek ze Lhoty. I další vybavení bylo pořídili místní obyvatelé vlastním nákladem.
V roce 1912 schválila obecní rada částku 1900 korun na zhotovení hřbitova a márnice. Prvním pohřbeným byla manželka rychtáře Antonína Janíčka Terezie. Kaple i se hřbitovem byla slavnostně vysvěcena 15. června 1913 raškovským farářem Josefem Špalkem za velké účasti věřících a duchovenstva z celého okolí.
V roce 1917 byly k válečným účelům odebrány z kaple oba zvony. Občané Lhoty v roce 1923 uspořádali sbírku na pořízení nového zvonu. Byl posvěcen 4. listopadu 1923 a zvoní na kapli dodnes. Stará kaplička byla při stavbě silnice roku 1921 zbořena. Na památku stého výročí posvěcení kaple bylo poblíž místa, kde  původně stávala kaplička sv. Jana Nepomuckého, postavena malá kaplička s novou sochou tohoto světce. Sochu i kapličku posvětil kancléř olomouckého arcibiskupství P. Antonín Basler při slavnostní bohoslužbě v neděli 6. října 2013.

## Škola
Lhotské děti chodily nejdříve do farní školy v Rudě nad Moravou, později přes léto do Raškova. V zimě se vyučovalo po domech. První zpráva o zdejší škole pochází z roku 1790, kdy tu učil rudský obecní písař Jan Benda. V zimě se zde vyučoval krejčí Antonín Matýs (* 24. ledna 1826) s přízviskem Cimbalík (protože hrál na cimbál), střídavě po domech č.p. 48 a 11.
Až v roce 1869 zde byla postavena vlastní škola, byla přízemní a jednotřídní. Teprve vyšší počet dětí si vyžádal ve školním roce 1891/1892 zřízení druhé třídy a přístavby patra. Počet žáků až do první republiky se pohyboval mezi 80 až 100 dětmi. V roce 1930/1931 poklesl počet žáků až na 58. V dalších letech a i za okupace doznal mírný vzestup a počet žáků se pohyboval mezi 60 až 70 žáky.
Také lhotskou školu postihl germanizační proces. Počátkem okupace byl český učitel nahrazen Němcem. Český učitel byl nucen nouzově učit ještě v Janoušově. Školního roku 1943/1944 byla škola redukována na jednotřídku.
Škola ve Štědrákově Lhotě je v současnosti využívána jako penzion a děti dojíždí do školy v Rudě nad Moravou.

## Sbor dobrovolných hasičů
Dobrovolný hasičský sbor byl založen roku 1892 a prvním jeho zakladatelem byl Jan Janíček, rolník. Prvním předsedou ve sboru byl František Kouřil, rolník; náčelníkem Ignác Skokan, chalupník; jednatelem František Matýs, výměnkář. Sbor měl 1 stříkačku jednoproudní, dvě ruční stříkačky, 120 metrů hadic, dva žebříky a výzbroj pro mužstvo, vše v úhrnné ceně 1100 zlatých.
„Dne 3. července 1902 při požáru usedlosti č. 65 a 19 ve Lhotě spolek sám s velikým úsilím hájil okolní budovy, což se mu po usilovné práci přispěním lidu, zvláště lhotských slečen a panen podařilo. Budiž jim za to všechna česť."

## Turistika
Katastrem Štědrákovy Lhoty prochází tři turistické značky:
- zelená turistická značená trasa č. 4814 – ze Šumperku přes Nový hrad do Štědrákovy Lhoty, poté pokračuje k rozcestí Bouda
- žlutá turistická značená trasa č. 7811 – ze Šumperku přes Bohdíkov do Lazů a dále pokračuje přes rozcestí Bouda do Králík
- modrá turistická značená trasa č. 2292 – po hranici katastru vede okruh z Janoušova přes rozcestí Paramuť a Hrubý les

Ve Štědrákové Lhotě se nachází dva lyžařské areály:
- Skiareál Panorama (3x vlek, 4x sjezdovka, umělé zasněžování)
- Skiareál Turek (4x vlek, 4x sjezdovka, umělé zasněžování)

## Pamětihodnosti
- Kaple svatého Floriána a Šebestiána
- Červený a zelený kříž
- Památník obětem první a druhé světové války

## Obyvatelstvo

### Počet obyvatel
Počet obyvatel Štědrákovy Lhoty podle sčítání nebo jiných úředních záznamů:
| Rok            | 1839 | 1869 | 1880 | 1890 | 1900 | 1910 | 1921 | 1930 | 1950 | 1961 | 1970 | 1980 | 1991 | 2001 | 2011 |
| -------------- | ---- | ---- | ---- | ---- | ---- | ---- | ---- | ---- | ---- | ---- | ---- | ---- | ---- | ---- | ---- |
| Počet obyvatel | 493  | 468  | 495  | 515  | 482  | 435  | 431  | 380  | 247  | 216  | 169  | 107  | 76   | 69   | 72   |

### Počet domů
Počet domů Štědrákovy Lhoty podle sčítání nebo jiných úředních záznamů:
| Rok        | 1618 | 1677 | 1741 | 1839 | 1869 | 1880 | 1890 | 1900 | 1910 | 1921 | 1930 | 1950 | 1961 | 1970 | 1980 | 1991 | 2001 | 2011 |
| ---------- | ---- | ---- | ---- | ---- | ---- | ---- | ---- | ---- | ---- | ---- | ---- | ---- | ---- | ---- | ---- | ---- | ---- | ---- |
| Počet domů | 20   | 20   | 18   | 64   | 65   | 70   | 86   | 70   | 86   | 86   | 88   | 88   | 62   | 57   | 45   | 68   | 69   | 72   |

Ve Štědrákově Lhotě je evidováno 84 adres: 78 čísel popisných (trvalé objekty) a 6 čísel evidenčních (dočasné či rekreační objekty)